# بطولة الصداقة العربية الإفريقية للكرة الطائرة
بطولة الصداقة العربية الأفريقية للكرة الطائرة (بالإنجليزية: Afro-Arab Volleyball Friendship Cup)‏، هي مسابقة لكرة الطائرة للرجال أقيمت بين دول العربية والأفريقية ونظمها الاتحاد العربي للكرة الطائرة. بدأت في سنة 1981، وتوقفت بعد النسخة الأولى التي فازت بها دولة تونس.

## سجل البطولة
| 1981 تفاصيل | الكويت | · تونس | – | · الكويت | · السعودية | – |  |

## وصلات خارجية
- الاتحاد العربي للكرة الطائرة
- الموقع الرسمي للاتحاد العربي للكرة الطائرة
- بطولة الصداقة العربية الأفريقية للكرة الطائرة (اللجنة الأولمبية الكويتية)